# Albrecht II Wyrodny
Albrecht (Albert) II Wyrodny, Albrecht Zwyrodniały niem. Albrecht II. der Entartete (ur. ok. 1240, zm. 20 listopada 1314 lub w 1315) – landgraf Turyngii od 1265 do 1294, palatyn saski od 1265 do 1281 i margrabia Miśni od 1288 do 1292 z dynastii Wettynów.

## Życiorys
Albrecht był najstarszym synem margrabiego Miśni i landgrafa Turyngii Henryka III Dostojnego.
W 1265 jego ojciec przekazał mu Turyngię oraz palatynat saski (z miastami Sangerhausen i Allstedt). W 1270 Albrecht wygnał swoją żonę Małgorzatę Hohenstauf i zastąpił ją swoją faworytą, dawną dwórką Małgorzaty, Kunegundą z Eisenberg. W latach 80. popadł w konflikt ze starszymi synami, Fryderykiem i Dytrykiem (zwanym Diezmannem), wywołany planami Albrechta, by zapewnić następstwo po sobie młodszemu synowi ze związku z Kunegundą, Albrechtowi zwanego Apitz. Po śmierci ojca w 1288 Albrecht objął władzę w Miśni. Wkrótce musiał dopuścić do współrządów, a potem praktycznie zrzec się jej na rzecz syna Fryderyka, spór wykorzystał jednak bratanek Albrechta Fryderyk Tuta i opanował Miśnię. Spory w rodzinie wywołane przez Albrechta doprowadziły szybko do rozpadu państwa Wettinów. W 1291 Albrecht mający problemy finansowe sprzedał margrabiom brandenburskim odziedziczone w tym samym roku margrabstwo Landsbergu, przeciwko czemu zaprotestowali synowie. W tym samym roku zmarł Fryderyk Tuta i Albrecht formalnie zrzekł się Miśni na rzecz syna Fryderyka, ale już wkrótce nowy król Niemiec Adolf z Nassau ogłosił, że jako opuszczone lenno po śmierci Tuty winna ona przypadać bezpośrednio pod jego władzę. Po kilkuletniej wojnie Adolf zdołał pokonać i wyrugować z Miśni synów Albrechta. Wykorzystał przy tym zrzeczenie się na jego rzecz w 1294 roszczeń do Miśni przez Albrechta, który jednocześnie sprzedał Adolfowi ostatnią ze swych głównych domen, Turyngię, i to mimo zawartego rok wcześniej układu z synem Diezmannem, zgodnie z którym ten miał po nim ją dziedziczyć. 
Przydomek „Wyrodny” Albrecht otrzymał jeszcze za swego życia i zawdzięczał go całkowitemu roztrwonieniu przez siebie dziedzictwa po ojcu.
Z małżeństwa Albrechta z Małgorzatą Hohenstauf (córką cesarza Fryderyka II), zawartego w 1254, pochodziło trzech synów: Henryk (zmarły w 1282), Fryderyk i Diezmann, oraz dwie córki. Z drugiego małżeństwa z Kunegundą z Eisenbergu (1271) urodził się syn Apitz oraz córka Elżbieta. Trzecie małżeństwo z Elżbietą z Anrshaugk (1290) pozostało bezdzietne.